# Erika Dicht
Erika Dicht (21 novembre 1981) è un'ex sciatrice alpina svizzera.

## Biografia
Originaria di Davos e attiva in gare FIS dal dicembre del 1996, in Coppa Europa la Dicht esordì il 7 dicembre 1999 a Haute-Nendaz in slalom speciale (41ª) e ottenne l'unico podio il 18 gennaio 2002 a Sankt Sebastian in slalom gigante (2ª); in Coppa del Mondo esordì il 26 ottobre 2002 a Sölden in slalom gigante, senza completare la prova, ottenne il miglior piazzamento il 21 novembre successivo a Park City nella medesima specialità (23ª) e prese per l'ultima volta il via il 25 gennaio 2003 a Maribor sempre in slalom gigante, senza completare la gara. Si ritirò al termine di quella stessa stagione 2002-2003 e la sua ultima gara fu uno slalom speciale FIS disputato il 13 aprile a Sils im Engadin, chiuso dalla Dicht al 4º posto; non prese parte a rassegne olimpiche o iridate.

## Palmarès

### Coppa del Mondo
- Miglior piazzamento in classifica generale: 106ª nel 2004

### Coppa Europa
- Miglior piazzamento in classifica generale: 34ª nel 2002
- 1 podio:
  - 1 secondo posto

### Campionati svizzeri
- 2 medaglie:
  - 1 oro (slalom speciale nel 2003)
  - 1 bronzo (slalom gigante nel 2002)